# Microcyema
Microcyema is een geslacht in de taxonomische indeling van de Rhombozoa. Deze minuscule, wormachtige parasieten hebben geen weefsels of organen en bestaan uit slechts enkele tientallen cellen.
Het organisme behoort tot de familie Conocyemidae. Microcyema werd in 1882 beschreven door Van Beneden.